# Paracortina asciformis
Paracortina asciformis (лат.) — вид двупарноногих многоножек рода Paracortina семейства Paracortinidae из отряда Callipodida. Юго-Восточная Азия (Lixian County, провинция Сычуань, Китай). Видовой эпитет состоит из двух слов, ascia + formis, и относится к дистальной форме телоподита, имеющего форму топора при боковом виде.

## Описание
Многоножки среднего размера (длина 39 мм, максимальная ширина 2,3 мм на плевротергите PT6) с хорошо развитыми плевротергальными гребнями. Отличается от всех других видов рода Paracortina характерной формой дистальной части телоподита, напоминающей топор. Тело сужается кпереди и кзади от PT6; имеют 60 (59 + 1 аподоус) плевротергитов + тельсон. Цвет при жизни неизвестен. Сохранившийся экземпляр тёмно-коричневый, метазона дорсально тёмно-коричневая, особенно на гребнях, латерально и вентрально бледнее; прозона сероватая; ноги желтоватые. Голова: лобная часть желтоватая, темя слегка тёмно-коричневое, усики жёлтые. Поля омматидиев субтреугольные, черноватые, состоят из ~ 56 прозрачных омматидиев в восемь или девять рядов.